# 工藤高景
工藤 高景（くどう たかかげ）は、鎌倉時代後期の武士。北条氏得宗家被官である御内人。

## 人物
父母は不明とされていたが、近年の研究では奥州工藤氏の一族・工藤貞祐の子とする説が提示されている。
諱の｢高｣の字は北条高時より偏諱を受けたものとされ、高時が得宗家当主であった期間（応長元年（1311年）- 元弘3年/正慶2年（1333年））に元服を行ったものとみられる。『御的日記』の元亨元年（1321年）条にある「工藤左衛門次郎高景」が史料における初見とみられ、この頃には元服を済ませているものと思われる。
- 元亨元年（1321年）『御的日記』にある「工藤左衛門次郎高景」。 - 史料における初見。
- 元亨2年（1322年）『御的日記』にある「工藤左衛門次郎高景」。
- 元亨3年（1323年）『北条貞時十三年忌供養記』にある「工藤二郎左衛門尉」。
- 正中元年（1324年）9月24日 『武家年代記』：正中の変を受けて、日野資朝と日野俊基の捕縛をすべく｢諏方三郎兵衛｣とともに東使として上洛した｢工藤右衛門二郎｣ 。
- 嘉暦3年（1328年）『御的日記』にある「工藤次郎左衛門高景」。
- 元徳3/元弘元年（1331年）7月 『太平記』巻第2：元弘の乱で再び捕らえられた日野俊基の処刑の際（1332年6月3日）に斬首の奉行を務め、俊基の家人・後藤助光と会うことを許可している「工藤二郎左衛門尉」。
- 元弘2/正慶元年（1332年）1月 『太平記』巻第4：東使として二階堂信濃入道行珍とともに上洛した「工藤二郎左衛門尉」（※史実ではないとされる[8]）。
- 元弘2/正慶元年（1332年）9月20日 『太平記』巻第6：畿内西国の兇徒のため、高時の命により関東より上洛する軍勢の一人として挙げられている「工藤次郎左衛門高景」。
- 元弘3/正慶元年（1333年）2月『太平記』：長崎九郎左衛門師宗と連歌に興じる「工藤二郎右衛門尉」。
- 元弘3/正慶2年（1333年）3月『太平記』巻第9：高時の使いとして足利尊氏に上洛を促す「工藤左衛門尉」。

上記史料のほか、元弘3/正慶2年（1333年）正月、楠木正成らが立て籠もる金剛山千早城攻め（千早城の戦い）の際に、陸奥右馬助（北条家時）が大将を務める大和道軍の軍奉行を務めた｢工藤次郎右衛門尉高景｣が本項の工藤高景に比定されるが、『太平記』の記載の正確性や｢左衛門｣｢右衛門｣の違いなど検証すべき点が残る。

## 備考
- 鎌倉幕府滅亡後の建武元年（1334年）、｢高景｣なる者が、名越流北条時如（ときゆき）と共に北条氏の所領があった奥州へ逃れ、奥州北部の大光寺城に籠もって反乱の兵を挙げたという（その後石川城、持寄城と転戦し、同年11月には北畠顕家軍に敗北）[12]。この｢高景｣を安達高景とする説がある[13]が、『太平記』によれば安達高景は東勝寺合戦時に父や弟とともに自害しており[14]、この記述が正しかった場合、工藤高景に比定される可能性もある。
- 文和2年（1352年）5月20日に、中先代の乱に与同したとみられる｢工藤二郎｣なる者が｢相模次郎｣（＝高時の子・北条時行）とともに相模国龍口にて斬首されている[15]が、この｢工藤二郎｣は高景の次世代（息子?）[7]もしくは高景本人とみられる。
- 藤原南家工藤氏支流の分部氏は、長野祐藤の子とされる｢二郎右衛門高景｣が足利尊氏に仕えて伊勢国安濃郡分部村を領したことにより称したのが始まりとされる。
- 勝間田清一などを輩出した藤原南家工藤氏支流の勝間田氏は、為憲より4代、維遠12代の孫である行久（二階堂氏?）が、嗣子がなかったために工藤高景を養い、この高景が遠江国榛原郡勝間田庄（現在の牧之原市）を領したことにより称したのが始まりとする伝承がある[16]。

※分部氏・勝間田氏祖とされる工藤高景が本項と同一人物であるかは不明である。